# コウタ
コウタ（Kota、以前は「コータ」と表記。1962年3月15日 - ）はアートディレクター、音楽家、スポーツ・ビジネス・コメンテーター、ライター、通訳、翻訳家、女優。創造学園大学教授。
男性から女性に性を変えたトランスジェンダー。本名、石島浩太(いしじま こうた)。東京都出身。血液型はB型。

## 来歴

### 年少期
1962年3月15日、東京都に生まれる。4歳までに東京、津田沼、上北沢と次々に転居。物心がついた頃には既に自身が間違った性に生まれてしまったという自覚があった。3歳の時、親族の友人から性的虐待を受ける。その後、思春期を経て性転換の後に至るまで、度々性的虐待に見舞われることになる。これらの厳しい体験がコウタのパーソナリティ形成に大きく関与した。
4歳の時に父親の転勤でロンドンへ移住。1年ほど過ごした後、ニューヨークに小学校2年までとどまり、帰国。6ヵ月ほどの滞在の後インドへ移り、現地の日本人学校に転入。小学校4年の時に再び日本へ。中学は新宿の中高一貫の男子校に通う。
中学2年生の時にロサンゼルスへ移住。日米文化のギャップや、性同一性障害などの精神的負担から様々な問題を起こし、放校処分を受ける。
その後、カールスバッドの士官学校に入学させられ、ハイスクールの最後の2年間を過ごす。

### アート・スクール、アートディレクター時代
士官学校を出た後、両親が戻っていたニューヨークへ移る。ニューヨークのアート・デザイン・シーンに刺激され、デザインを真剣に勉強しようと思い立ち、パーソンズ美術大学に入学。ウエスト・ヴィレッジに仲間と住み、クラブ通いなど放埓な生活を送る。
3年生の時に電通ヤング・アンド・ルビカムのニューヨーク支店からスカウトされ、研修の後アシスタント・アート・ディレクターとして入社、短期間でアート・ディレクターに昇格する。当時ニューヨークの広告業界では“ジャパネスク”が流行しており、その波に乗って自身の日本的美意識を武器に、日本の宝飾メーカーや家電メーカー等の広告制作を手がける。
この時期に出会った女性と同棲生活を経て結婚。二女一男を儲ける。この頃既に自分は女性であるという自覚がはっきりあったものの、知らず知らずのうちに自身の女性性を抑圧する生活に移行していった。

### 日本プロ野球界へ
ダイエーの中内㓛会長から通訳・渉外担当のオファーがあり、1988年、福岡ダイエーホークスに入団する。全くの畑違いの仕事に四苦八苦し、デザインの世界に戻ることを度々考えたが、結局留まって杉浦忠監督、田淵幸一監督のもとで働く。古賀英彦（ハイディ古賀）からは通訳としての心構えを学んだ。ホークスでは若手選手のアメリカ・マイナーリーグへの派遣、現地での選手のマネジメントも手掛ける。
1992年、ハワイ・ウィンターリーグのプロジェクトを手掛けるため、福岡ダイエーホークスを離れる。財政上の問題等でこのプロジェクトは頓挫するも、埼玉西武ライオンズの根本陸夫管理部長から声がかかり、1993年西武ライオンズに通訳・渉外担当として入団。海外キャンプでの設営担当も受け持つ。オフにはハワイ・ウィンターリーグにマネージャーとして随行することもあった。

### MLB時代〜WBC第一回大会まで
1997年、ニューヨーク・ヤンキースに移り、環太平洋事業部長に就任。伊良部秀輝の通訳を買って出るも、同年解雇される。
1998年、団野村オフィスに籍を置いてエージェント業務に携わり、同年ニューヨーク・メッツに移籍。野茂英雄、吉井理人の通訳、広報を担当。この年からMLBの日本の代理店業務を行うようになる。1999年には通訳のかたわらクラブハウスマンとして雑用もこなし、その働きが認められ、プレーオフの分配金を受ける。
2000年、ジャック坂崎スポーツ・マーケティング社でニューヨーク・オフィス部長を務め、「メッツ対シカゴ・カブス」のMLB開幕戦や日米野球では日本の新聞社とMLBとの間に入って交渉に当たる。その関係から2002年、読売ジャイアンツに入団。ヤンキースの業務提携・合弁会社の設立、2004年のMLB開幕戦「ヤンキース対タンパベイ・デビルレイズ」の企画・運営、キャプラー、レイサム両選手などの契約交渉等の通訳として携わり、読売新聞社主催の日米野球にも関わる。2006年の第1回ワールド・ベースボール・クラシックの企画運営にも大きく関与した。WBC後、ワッサーマン・メディア・グループに在籍し、エージェントとして活動。主として水面下で移籍や契約を手掛ける。

### 女性へのステップ
2003年暮れからホルモン療法は開始していたが、WBC第1回大会で日本の優勝が決まった夜、性転換を決意した。喉仏を削り、声帯手術によってピッチを上げ、ホルモン療法の期間を経た後、2008年1月にタイで性別適合手術を受ける。
しかし、性転換は人間関係にきしみやこじれをもたらし、妻にも離縁された。2007年3月14日、ジョージ・ワシントン・ブリッジから投身自殺を図るも、港湾局の警察官に取り押さえられた。精神異常者としてレノックス・ヒル・ホスピタルに入院する。精神科病棟の休憩室にたまたま第3弦の欠けたナイロン・ギターが置いてあり、自作曲を弾き始め次第に没頭していった。

### 帰国後
退院後、2008年4月18日にアメリカを去り日本へ。高田馬場のライヴ・ハウスPlaza Stageでウェイトレスとして働きつつトークとライヴで出演、オープン・ジャムに参加し多くのミュージシャンたちとセッションを重ねる。同所で杉笑太郎と出会い、デュオでの活動を開始(5月5日〜11月13日)。
新聞社をプロモーションして回るうち、元MLBの通訳、エージェントでトランスジェンダーのギタリストとしてのコウタの存在が新聞で何度か取り上げられる。これが旧交を温め始めるきっかけとなり、東京スポーツでの連載「コータ姐のカミングアウト」や『WBCの内幕』執筆、スポーツ・ビジネス・コメンテーターとしてのテレビ、ラジオへの出演へと繋がっていく。
2008年11月一杯でPlaza Stageが閉店となると、拠点を新宿LIVEたかのやに移し、Kota Project Bandを結成。同時進行で『WBCの内幕』（WAVE出版）を執筆し、2009年3月に出版。
Kota Project Bandは当初ハードロックのカバーをメインに演奏していたが、オリジナル曲を書き始め、5月には器楽曲、ヒーリング・ミュージックに特化した全曲オリジナルの初ライヴを行う。ヨーロッパのフォークロアに日本の子守歌や童謡といった｢和｣のテイスト加味したシンプルなメロディが特徴。並行して『週刊ベースボール』で｢コータのトランス野球学｣の隔週連載が始まる。通訳、エージェント時代の経験、さらにはトランスジェンダーについて講演を行うようになる。
2010年、映画監督の市川徹と会い、『Sakura Sakura』に譲吉の妻の母メアリー役に抜擢される。同年11月からは創造学園大学創造芸術学部音楽学科の教授に就任。『マイケル・ジャクソン IN ソウル・トレイン』の翻訳など、活動は多岐に渡る。

## 略年譜
- 1984年（昭和59年） - ニューヨークの電通Y&R入社。アートディレクターとして現地採用。
- 1988年（昭和63年） - 福岡ダイエーホークス入団。通訳、渉外担当。
- 1992年（平成4年） - ハワイ・ウィンターリーグのプロジェクトを手がける。
- 1993年（平成5年） - 西武ライオンズ入団。通訳、渉外担当。
- 1997年（平成9年） - ニューヨーク・ヤンキース入団。伊良部秀輝の通訳、環太平洋事業部長を務める。
- 1998年（平成10年） - ダン野村オフィスに籍を置く。同年ニューヨーク・メッツ入団。野茂英雄、吉井理人の通訳、広報担当。
- 2000年（平成12年） - ジャック坂崎Sports Marketing社NYオフィス部長。
- 2002年（平成14年） - 読売ジャイアンツ入団。国際部で北米・中南米を担当。
- 2006年（平成18年） - ワッサーマン・メディア・グループに在籍。エージェント業務。
- 2007年（平成19年） - 自殺未遂を図り、レノックス・ヒル・ホスピタル精神科に強制入院。
- 2008年（平成20年） - 帰国。Plaza Stageを拠点に、主として杉笑太郎とのデュオで活動。
- 2009年（平成21年） - 『WBCの内幕』出版。Kota Bandを結成。新宿LIVEたかのやをメインにオリジナル曲によるライヴを行う。映画『Sakura Sakura』に出演。創造学園大学教授に就任（2010年に辞退）。
- 2010年（平成22年） - 2月10日、Kota Band、T.A.G.C Tokyoとジョイント・ライヴ。3月、映画『Sakura Sakura』封切り。9月27日朝日新聞夕刊『ニッポン人脈記―男と女の間には』の第10回目に取り上げられる。10月、名前の表記を「コータ」から「コウタ」に変更。11月9日、矢崎泰久のラジオ版『話の特集』にゲストで呼ばれ収録。

## 著書
- 『WBCの内幕』（WAVE出版/2009年）

## 新聞・雑誌連載
- ｢コータ姐のカミングアウト｣（『東京スポーツ』2008年10月14日〜10月31日）
- ｢コータのトランス野球学｣（『週刊ベースボール』隔週連載。2009年5月25日号〜12月21日号）

## テレビ出演
- 『サンデージャポン』（TBS系列、2008年10月12日）
- 『Ryu & iaのナマリク!』（EXエンターテイメント、2009年6月21日24：00〜）

## ラジオ出演
- 『エキサイトベースボールマネージャーズ』（TBSラジオ、2008年12月13日、2009年3月7日）
- 『Tokyo After6』（インターネットラジオSuono Dolce、2009年3月13日）
- 『Black Sweet Girls』（J-WAVE、2009年6月15日〜18日）
- 『くにまるワイド ごぜんさま〜』（文化放送、2009年4月1日のコーナー「日本の匠」に「スポーツビジネスの匠」として、2009年4月27日〜5月1日のコーナー「邦流」にそれぞれ出演。）
- 『矢崎泰久・話の特集』（ラジオ版）にゲスト出演（11月9日収録）。有料音声コンテンツポータル「らじこん」で有料配信中。

## DVD
『2006 World Baseball Classic 公式記録』監修。

## 映画
『Sakura Sakura』（市川徹監督、2010年3月公開）。

## 舞台
『友情 秋桜のバラード』（2010年1月23日、24日、博品館劇場。岡野院長役で友情出演。）